# 20e étape du Tour de France 2012
Pour un article plus général, voir Tour de France 2012.
La 20e étape du Tour de France 2012 se déroule le dimanche 22 juillet 2012. Elle part de Rambouillet et arrive aux Champs-Élysées. Elle est remportée au sprint par le Britannique Mark Cavendish, de l'équipe Sky, dont c'est la sixième victoire sur ce Tour. Il devance le maillot vert Peter Sagan et Matthew Goss. À l'issue de cette étape, Bradley Wiggins, coéquipier de Cavendish chez Sky, devient le premier Britannique à remporter le Tour de France.

## Parcours
Cette dernière étape est longue de 120 kilomètres, ce qui en fait l'étape en ligne la plus courte du Tour de France 2012. Elle part de Rambouillet, dans les Yvelines. Les deux dernières côtes de quatrième catégorie de ce Tour sont situées aux 36e et 40e kilomètres, à Saint-Rémy-lès-Chevreuse et Châteaufort. La course passe ensuite notamment par Versailles, Boulogne-Billancourt, et entre à Paris après 63 kilomètres et y emprunte un circuit de six kilomètres. L'arrivée est jugée au neuvième passage sur la ligne d'arrivée, sur l'avenue des Champs-Élysées.

## Déroulement de la course

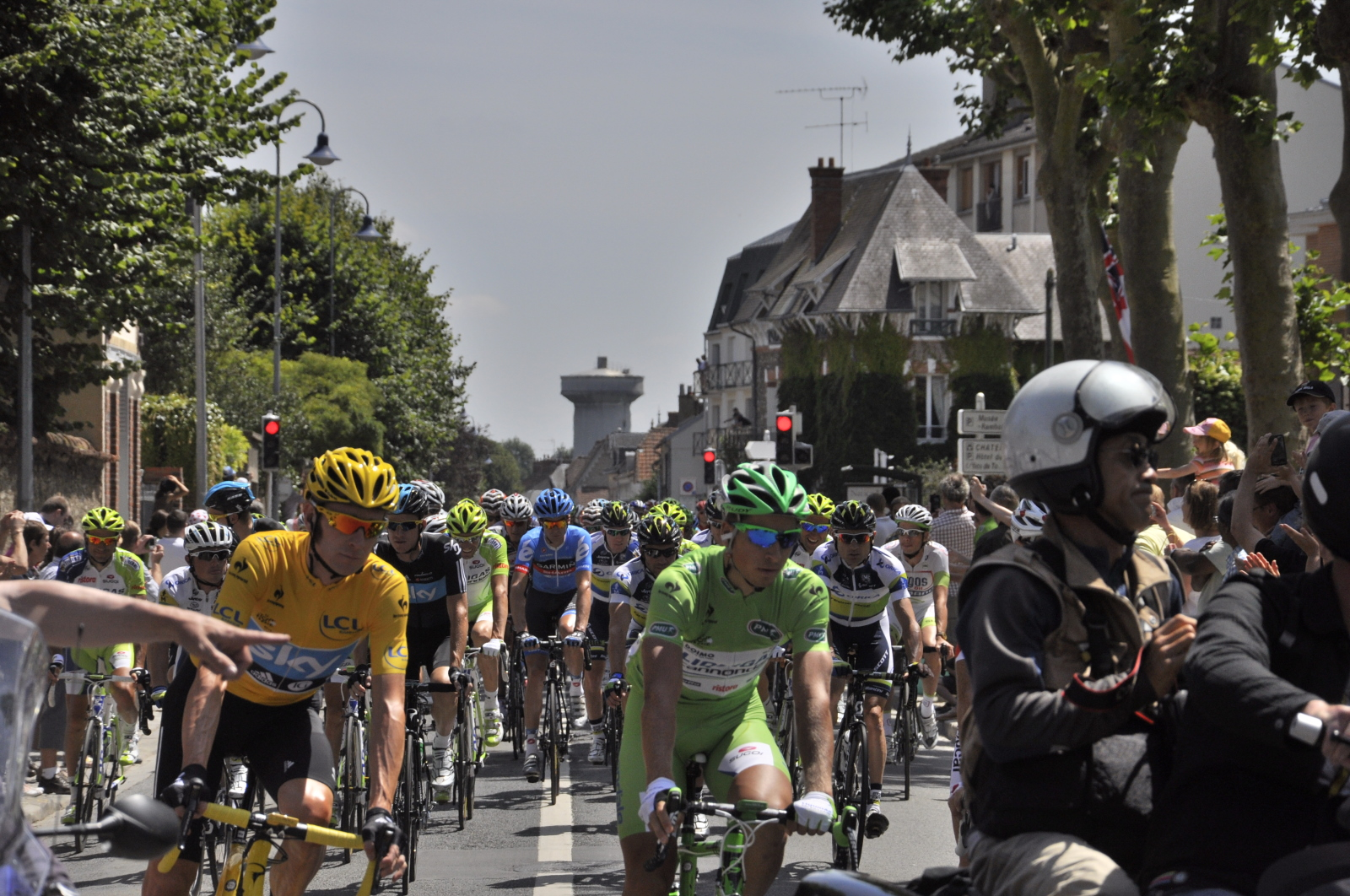
Bradley Wiggins et Peter Sagan lors du départ fictif, à Rambouillet.

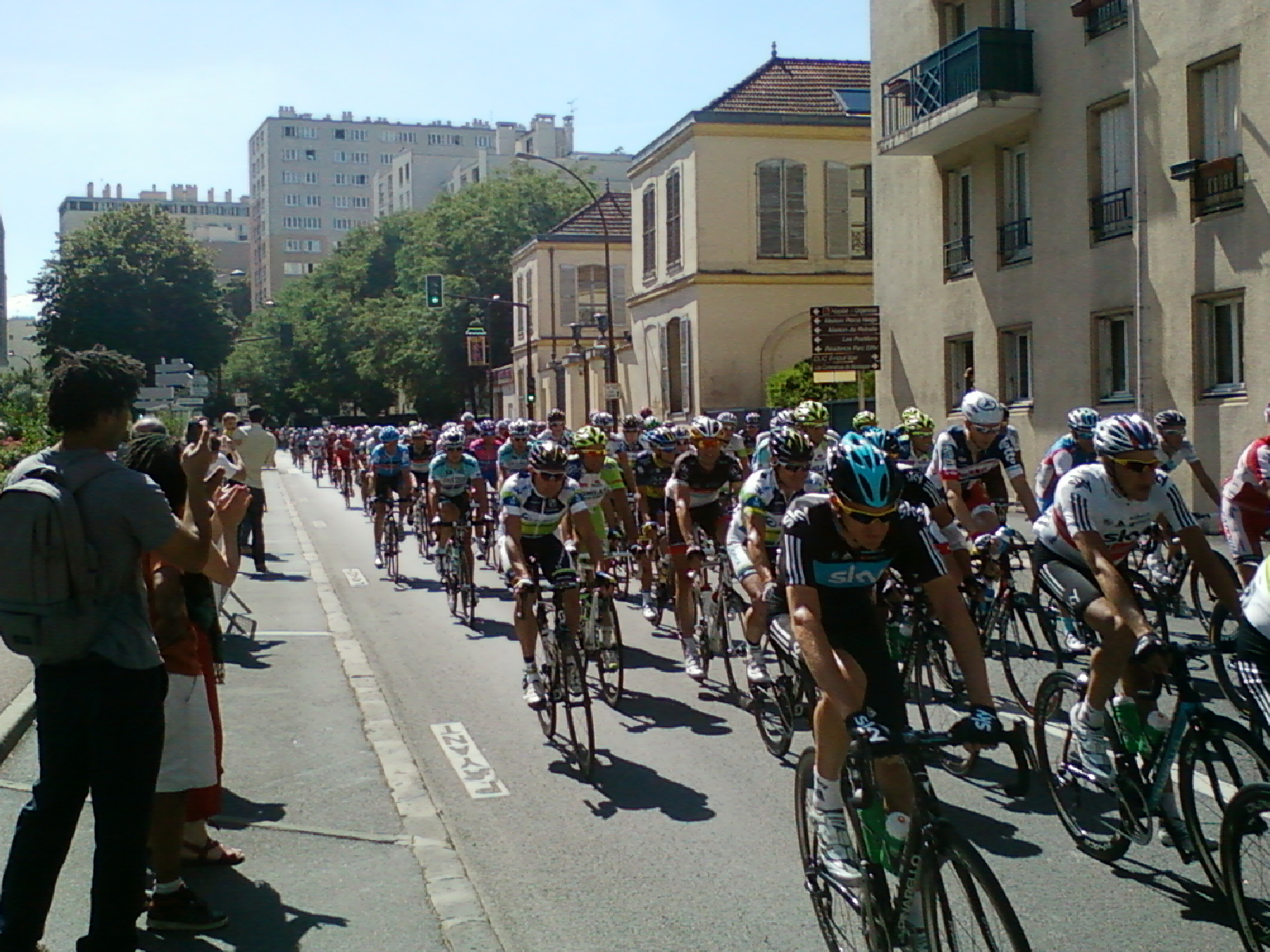
Passage du peloton dans la Grande rue à Sèvres (Hauts-de-Seine) lors de l'étape.

Le début de cette dernière étape du Tour se déroule, comme de coutume, dans une ambiance détendue. Le porteur du maillot à pois Thomas Voeckler passe en tête la côte de Saint-Rémy-lès-Chevreuse. À Paris, l'Américain George Hincapie sort du peloton, avec la bienveillance de l'équipe Sky, en compagnie de Christopher Horner. Il entre ainsi le premier sur les Champs-Élysées pour clore sa dix-septième et dernière participation au Tour de France.
Les Allemands Jens Voigt et Danilo Hondo attaquent et sont rejoints par d'autres coureurs. Un groupe de onze se forme et compte jusqu'à trente secondes d'avance. À dix kilomètres de l'arrivée, il ne reste plus que Sébastien Minard, Rui Costa et Jens Voigt, qui ont 20 secondes d'avance sur le peloton emmené par les équipes Sky, Liquigas et Orica-GreenEDGE. Ils sont repris à trois kilomètres de l'arrivée. Au passage sous la flamme rouge, le maillot jaune Bradley Wiggins mène le peloton pour amener le sprint de son coéquipier Mark Cavendish. Edvald Boasson Hagen prend le dernier relai et lance Cavendish, qui s'impose devant le maillot vert Peter Sagan et l'Australien Matthew Goss. C'est la quatrième victoire consécutive de Mark Cavendish sur les Champs-Élysées, et sa 23e victoire d'étape sur le Tour de France. Il devient ainsi le quatrième coureur à avoir le plus remporté d'étapes. Cette victoire est également la sixième pour Sky durant ce Tour de France.

## Résultats

### Sprints
| Sprint intermédiaire du haut des Champs-Élysées après le 3e passage sur la ligne d'arrivée (kilomètre 84,5) | Sprint intermédiaire du haut des Champs-Élysées après le 3e passage sur la ligne d'arrivée (kilomètre 84,5) | Sprint intermédiaire du haut des Champs-Élysées après le 3e passage sur la ligne d'arrivée (kilomètre 84,5) | Sprint intermédiaire du haut des Champs-Élysées après le 3e passage sur la ligne d'arrivée (kilomètre 84,5) | Sprint intermédiaire du haut des Champs-Élysées après le 3e passage sur la ligne d'arrivée (kilomètre 84,5) |
| --- | --- | --- | --- | --- |
| | Coureur | Pays | Équipe | Point(s) |
| 1er | Danilo Hondo                                                                                                | GER | | 20 |
| 2e | Jens Voigt                                                                                                  | GER | | 17 |
| 3e | Cédric Pineau                                                                                               | FRA | | 15 |
| 4e | Patrick Gretsch                                                                                             | GER | | 13 |
| 5e | Rubén Plaza                                                                                                 | ESP | | 11 |
| 6e | Lars Ytting Bak                                                                                             | NOR | | 10 |
| 7e | Johan Vansummeren                                                                                           | BEL | | 9 |
| 8e | Manuel Quinziato                                                                                            | ITA | | 8 |
| 9e | Kevin De Weert                                                                                              | BEL | | 7 |
| 10e | Karsten Kroon                                                                                               | NED | | 6 |
| 11e | Christian Knees                                                                                             | GER | | 5 |
| 12e | Michael Rogers                                                                                              | AUS | | 4 |
| 13e | Julien Fouchard                                                                                             | FRA | | 3 |
| 14e | Richie Porte                                                                                                | AUS | | 2 |
| 15e | Christopher Froome                                                                                          | GBR | | 1 |
| modifier | | | | |

| Sprint final des Champs-Élysées (kilomètre 120) | Sprint final des Champs-Élysées (kilomètre 120) | Sprint final des Champs-Élysées (kilomètre 120) | Sprint final des Champs-Élysées (kilomètre 120) | Sprint final des Champs-Élysées (kilomètre 120) |
| ----------------------------------------------- | ----------------------------------------------- | ----------------------------------------------- | ----------------------------------------------- | ----------------------------------------------- |
|                                                 | Coureur                                         | Pays                                            | Équipe                                          | Point(s)                                        |
| 1er                                             | Mark Cavendish                                  | GBR                                             |                                                 | 45                                              |
| 2e                                              | Peter Sagan                                     | SVK                                             |                                                 | 35                                              |
| 3e                                              | Matthew Goss                                    | AUS                                             |                                                 | 30                                              |
| 4e                                              | Juan José Haedo                                 | ARG                                             |                                                 | 26                                              |
| 5e                                              | Kris Boeckmans                                  | BEL                                             |                                                 | 22                                              |
| 6e                                              | Gregory Henderson                               | NZL                                             |                                                 | 20                                              |
| 7e                                              | Borut Božič                                     | SLO                                             |                                                 | 18                                              |
| 8e                                              | André Greipel                                   | GER                                             |                                                 | 16                                              |
| 9e                                              | Edvald Boasson Hagen                            | NOR                                             |                                                 | 14                                              |
| 10e                                             | Jimmy Engoulvent                                | FRA                                             |                                                 | 12                                              |
| 11e                                             | Tyler Farrar                                    | USA                                             |                                                 | 10                                              |
| 12e                                             | Koen de Kort                                    | NED                                             |                                                 | 8                                               |
| 13e                                             | Luca Paolini                                    | ITA                                             |                                                 | 6                                               |
| 14e                                             | Yohann Gène                                     | FRA                                             |                                                 | 4                                               |
| 15e                                             | Sébastien Hinault                               | FRA                                             |                                                 | 2                                               |
| modifier                                        |                                                 |                                                 |                                                 |                                                 |

### Cols et côtes
| 1. Côte de Saint-Rémy-lès-Chevreuse, 4e catégorie (km 36,5) | 1. Côte de Saint-Rémy-lès-Chevreuse, 4e catégorie (km 36,5) | 1. Côte de Saint-Rémy-lès-Chevreuse, 4e catégorie (km 36,5) | 1. Côte de Saint-Rémy-lès-Chevreuse, 4e catégorie (km 36,5) | 1. Côte de Saint-Rémy-lès-Chevreuse, 4e catégorie (km 36,5) |
| ----------------------------------------------------------- | ----------------------------------------------------------- | ----------------------------------------------------------- | ----------------------------------------------------------- | ----------------------------------------------------------- |
|                                                             | Coureur                                                     | Pays                                                        | Équipe                                                      | Point(s)                                                    |
| 1er                                                         | Thomas Voeckler                                             | FRA                                                         |                                                             | 1                                                           |
| modifier                                                    |                                                             |                                                             |                                                             |                                                             |

| 2. Côte de Châteaufort, 4e catégorie (km 40,5) | 2. Côte de Châteaufort, 4e catégorie (km 40,5) | 2. Côte de Châteaufort, 4e catégorie (km 40,5) | 2. Côte de Châteaufort, 4e catégorie (km 40,5) | 2. Côte de Châteaufort, 4e catégorie (km 40,5) |
| ---------------------------------------------- | ---------------------------------------------- | ---------------------------------------------- | ---------------------------------------------- | ---------------------------------------------- |
|                                                | Coureur                                        | Pays                                           | Équipe                                         | Point(s)                                       |
| 1er                                            | Rubén Plaza                                    | ESP                                            |                                                | 1                                              |
| modifier                                       |                                                |                                                |                                                |                                                |

### Classement de l'étape
| Classement de la 20e étape | Classement de la 20e étape | Classement de la 20e étape | Classement de la 20e étape | Classement de la 20e étape |
|                            | Coureur                    | Pays                       | Équipe                     | Temps                      |
| -------------------------- | -------------------------- | -------------------------- | -------------------------- | -------------------------- |
| 1er                        | Mark Cavendish             | GBR                        | Sky                        | en 3 h 8 min 7 s           |
| 2e                         | Peter Sagan                | SVK                        | Liquigas-Cannondale        | m.t                        |
| 3e                         | Matthew Goss               | AUS                        | Orica-GreenEDGE            | m.t                        |
| 4e                         | Juan José Haedo            | ARG                        | Saxo Bank-Tinkoff Bank     | m.t                        |
| 5e                         | Kris Boeckmans             | BEL                        | Vacansoleil-DCM            | m.t                        |
| 6e                         | Gregory Henderson          | NZL                        | Lotto-Belisol              | m.t                        |
| 7e                         | Borut Božič                | SVK                        | Astana                     | m.t                        |
| 8e                         | André Greipel              | GER                        | Lotto-Belisol              | m.t                        |
| 9e                         | Edvald Boasson Hagen       | NOR                        | Sky                        | m.t                        |
| 10e                        | Jimmy Engoulvent           | FRA                        | Saur-Sojasun               | m.t                        |
| modifier                   |                            |                            |                            |                            |

## Classements à l'issue de l'étape

### Classement général
| Classement général | Classement général    | Classement général | Classement général  | Classement général  |
|                    | Coureur               | Pays               | Équipe              | Temps               |
| ------------------ | --------------------- | ------------------ | ------------------- | ------------------- |
| 1er                | Bradley Wiggins       | GBR                | Sky                 | en 87 h 34 min 47 s |
| 2e                 | Christopher Froome    | GBR                | Sky                 | + 3 min 21 s        |
| 3e                 | Vincenzo Nibali       | ITA                | Liquigas-Cannondale | + 6 min 19 s        |
| 4e                 | Jurgen Van den Broeck | BEL                | Lotto-Belisol       | + 10 min 15 s       |
| 5e                 | Tejay van Garderen    | USA                | BMC Racing          | + 11 min 4 s        |
| 6e                 | Haimar Zubeldia       | ESP                | RadioShack-Nissan   | + 15 min 41 s       |
| 7e                 | Cadel Evans           | AUS                | BMC Racing          | + 15 min 49 s       |
| 8e                 | Pierre Rolland        | FRA                | Europcar            | + 16 min 26 s       |
| 9e                 | Janez Brajkovič       | SLO                | Astana              | + 16 min 33 s       |
| 10e                | Thibaut Pinot         | FRA                | FDJ-BigMat          | + 17 min 17 s       |
| modifier           |                       |                    |                     |                     |

### Classement par points
| Classement par points | Classement par points | Classement par points | Classement par points | Classement par points |
| --------------------- | --------------------- | --------------------- | --------------------- | --------------------- |
|                       | Coureur               | Pays                  | Équipe                | Point(s)              |
| 1er                   | Peter Sagan           | SVK                   | Liquigas-Cannondale   | 421 points            |
| 2e                    | André Greipel         | GER                   | Lotto-Belisol         | 280 pts               |
| 3e                    | Matthew Goss          | AUS                   | Orica-GreenEDGE       | 268 pts               |
| modifier              |                       |                       |                       |                       |

### Classement du meilleur grimpeur
| Classement du meilleur grimpeur | Classement du meilleur grimpeur | Classement du meilleur grimpeur | Classement du meilleur grimpeur | Classement du meilleur grimpeur |
| ------------------------------- | ------------------------------- | ------------------------------- | ------------------------------- | ------------------------------- |
|                                 | Coureur                         | Pays                            | Équipe                          | Point(s)                        |
| 1er                             | Thomas Voeckler                 | FRA                             | Europcar                        | 135 points                      |
| 2e                              | Fredrik Kessiakoff              | SWE                             | Astana                          | 123 pts                         |
| 3e                              | Chris Anker Sørensen            | DEN                             | Saxo Bank-Tinkoff Bank          | 77 pts                          |
| modifier                        |                                 |                                 |                                 |                                 |

### Classement du meilleur jeune
| Classement général du meilleur jeune | Classement général du meilleur jeune | Classement général du meilleur jeune | Classement général du meilleur jeune | Classement général du meilleur jeune |
|                                      | Coureur                              | Pays                                 | Équipe                               | Temps                                |
| ------------------------------------ | ------------------------------------ | ------------------------------------ | ------------------------------------ | ------------------------------------ |
| 1er                                  | Tejay van Garderen                   | USA                                  | BMC Racing                           | en 87 h 45 min 46 s                  |
| 2e                                   | Thibaut Pinot                        | FRA                                  | FDJ-BigMat                           | + 6 min 13 s                         |
| 3e                                   | Steven Kruijswijk                    | NED                                  | Rabobank                             | + 1 h 5 min 48 s                     |
| modifier                             |                                      |                                      |                                      |                                      |

### Classement par équipes
| Classement par équipes | Classement par équipes | Classement par équipes | Classement par équipes |
|                        | Équipe                 | Pays                   | Temps                  |
| ---------------------- | ---------------------- | ---------------------- | ---------------------- |
| 1re                    | RadioShack-Nissan      | Luxembourg             | en 263 h 12 min 1 s    |
| 2e                     | Sky                    | Royaume-Uni            | + 5 min 54 s           |
| 3e                     | BMC Racing             | États-Unis             | + 36 min 36 s          |
| modifier               |                        |                        |                        |